# Association canadienne d'espéranto
Pour les articles homonymes, voir KEA.
L'Association canadienne d'espéranto (en espéranto : Kanada Esperanto-Asocio ; en anglais : Canadian Esperanto Association) ou KEA est l'association d'espéranto du Canada. Elle fut fondée en 1958 à la suite d'un référendum. Son prédécesseur du même nom était une association fondée en 1907, mais volontairement dissoute en 1939 afin de ne pas distraire ses membres des efforts pour gagner la Seconde Guerre mondiale, qui a commencé cette année-là.
KEA est une Association nationale (Landaj asocioj de UEA) liée à l'Association universelle d'espéranto (Universala Esperanto-Asocio, UEA) et sa section jeunesse, Jeunesse espéranto canadienne (Junularo Esperantista Kanada, JEK), est la section canadienne de l'Organisation mondiale des jeunes espérantophones (Tutmonda Esperantista Junulara Organizo, TEJO). Sa revue paraît deux fois par an, se nomme Lumo (Lumière) et le rédacteur est Camille-Amélie Marie-Madelaine Koziej Lévesque.
KEA a été choisie pour accueillir le 2020 Congrès mondial d’espéranto (Universala Kongreso de Esperanto, UK 2020), à Montréal, Québec.